# Koriten
Koriten (bulgariska: Коритен) är ett distrikt i Bulgarien.   Det ligger i kommunen Obsjtina Krusjari och regionen Dobritj, i den nordöstra delen av landet, 400 km öster om huvudstaden Sofia.
Trakten runt Koriten består till största delen av jordbruksmark. Runt Koriten är det glesbefolkat, med 17 invånare per kvadratkilometer.